# Buchy (Seine-Maritime)
Buchy ist eine französische Gemeinde mit 2.789 Einwohnern (Stand: 1. Januar 2022) im Département Seine-Maritime in der Region Normandie. Sie gehört zum Arrondissement Rouen und zum Kanton Le Mesnil-Esnard (bis 2015: Kanton Buchy). Die Einwohner werden Bucheois genannt.
Am 1. Januar 2017 wurden die Gemeinden Bosc-Roger-sur-Buchy und Estouteville-Écalles nach Buchy eingemeindet.

## Geographie
Buchy liegt etwa 25 Kilometer nordöstlich von Rouen. Umgeben wird Buchy von den Nachbargemeinden Montérolier im Norden, Bosc-Roger-sur-Buchy im Norden, Süden und Osten, Sainte-Croix-sur-Buchy im Süden sowie Estouteville-Écalles im Westen.
Durch die Gemeinde führt die frühere Route nationale 319 (heutige D919).

## Bevölkerungsverteilung und -entwicklung
| Ortsteil                | ehemaliger INSEE-Code | Fläche (km²) | Höhenlage (m) | Einwohnerzahlen (Census) | Einwohnerzahlen (Census) | Einwohnerzahlen (Census) | Einwohnerzahlen (Census) | Einwohnerzahlen (Census) | Einwohnerzahlen (Census) | Einwohnerzahlen (Census) | Einwohnerzahlen (Census) | Einwohnerzahlen (Census) | Einwohnerzahlen (Census) | Einwohnerzahlen (Census) |
| Ortsteil                | ehemaliger INSEE-Code | Fläche (km²) | Höhenlage (m) | 1962                     | 1968                     | 1975                     | 1982                     | 1990                     | 1999                     | 2006 1                   | 2008 2                   | 2011 1                   | 2013 2                   | 2016 3                   |
| ----------------------- | --------------------- | ------------ | ------------- | ------------------------ | ------------------------ | ------------------------ | ------------------------ | ------------------------ | ------------------------ | ------------------------ | ------------------------ | ------------------------ | ------------------------ | ------------------------ |
| Bosc-Roger-sur-Buchy00  | 76127                 | 14,17        | 139–231       | 474                      | 445                      | 488                      | 556                      | 610                      | 650                      | 703                      | 735                      | 736                      | 739                      | 727                      |
| Buchy (Verwaltungssitz) | 76146                 | 3,67         | 169–211       | 891                      | 1001                     | 1024                     | 1057                     | 1109                     | 1150                     | 1326                     | 1423                     | 1417                     | 1433                     | 1456                     |
| Estouteville-Écalles    | 76248                 | 8,46         | 159–199       | 272                      | 300                      | 330                      | 273                      | 265                      | 374                      | 487                      | 472                      | 474                      | 504                      | 548                      |
| Buchy000                | 76146                 | 26,30        |               | 1637                     | 1746                     | 1842                     | 1886                     | 1984                     | 2174                     | 2516                     | 2630                     | 2627                     | 2676                     | 2731                     |

RP: Recensement de la population (Volkszählung, Census)

Die (Gesamt-)Einwohnerzahlen der Gemeinde Buchy wurden durch Addition der einzelnen Ortsteile, d. h. der bis Ende 2016 selbständigen Gemeinden ermittelt.

## Sehenswürdigkeiten
- Kirche Notre-Dame (auch: Kirche Saint-Pierre-et-Saint-Paul) aus dem 16. Jahrhundert
- Wallburg (Motte) aus dem 11. Jahrhundert
- Markthalle aus dem 17. Jahrhundert, seit 1934 Monument historique

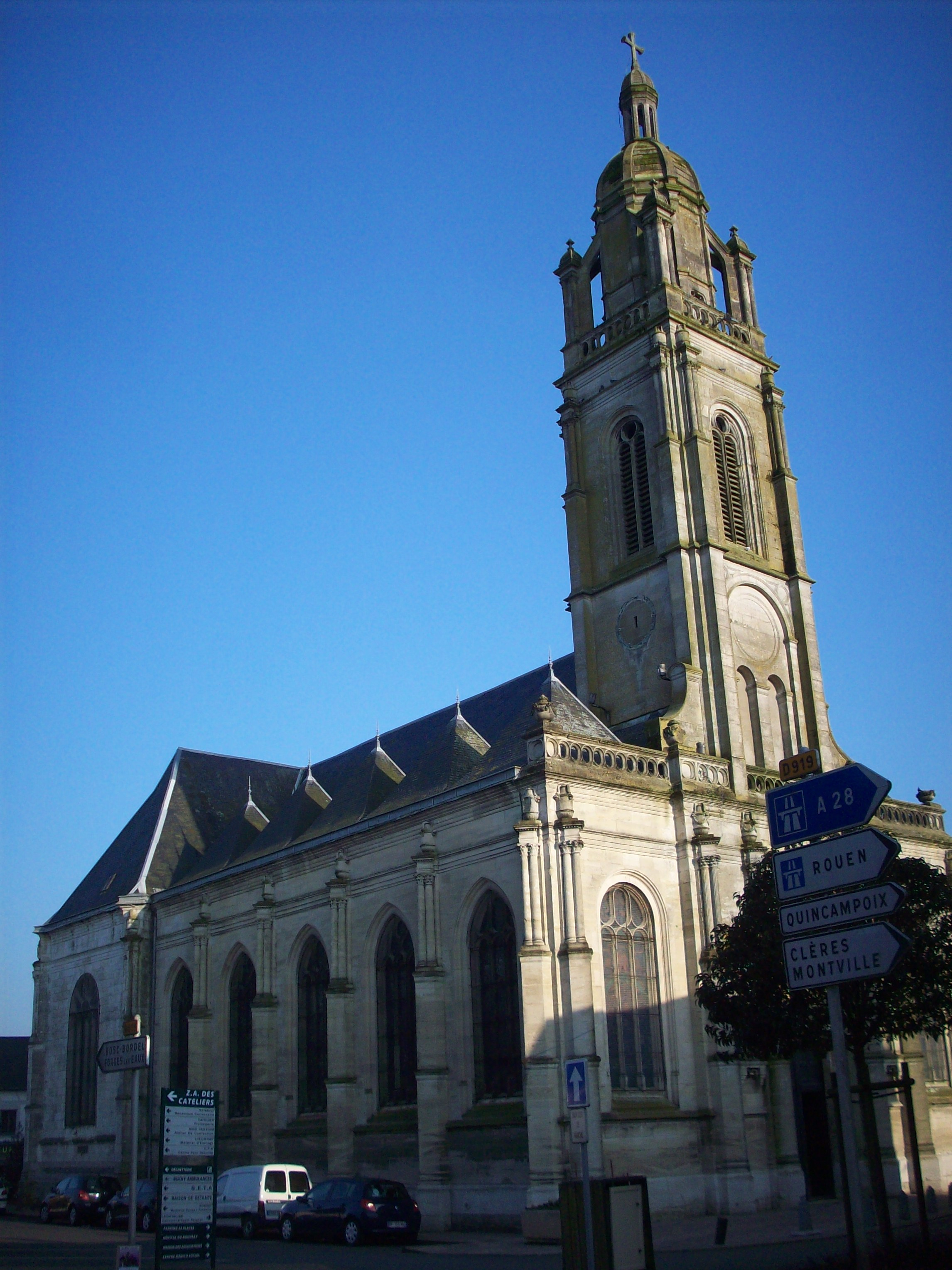
Kirche Notre-Dame
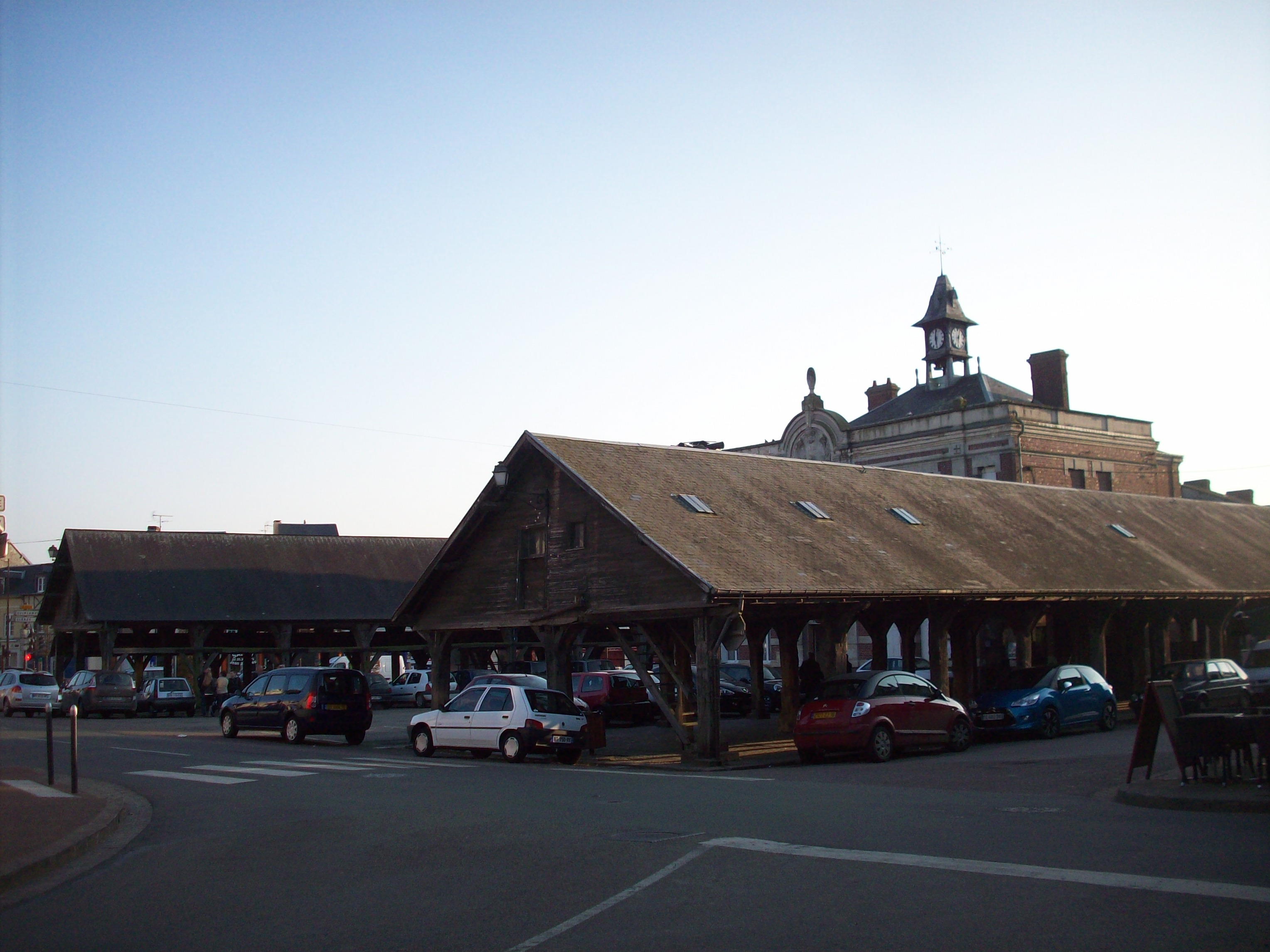
Markthalle